# Cremersia bifidcauda
Cremersia bifidcauda är en tvåvingeart som beskrevs av Ronald Henry Lambert Disney 2007. Cremersia bifidcauda ingår i släktet Cremersia och familjen puckelflugor.
Artens utbredningsområde är Panama. Inga underarter finns listade i Catalogue of Life.